# Dendropanax swartzii
Dendropanax swartzii là một loài thực vật có hoa trong Họ Cuồng cuồng. Loài này được (Fawc. & Rendle) A.C.Sm. mô tả khoa học đầu tiên năm 1941.